# Houlton (Maine, város)
Houlton város az Amerikai Egyesült Államok Maine államában, Aroostook megyében melynek megyeszékhelye. Lakosainak száma 6055 fő (2020. április 1.).

## Népesség
A település népességének változása:

| 2010 | 6 123 |
| 2020 | 6 055 |